# Lemon Gas Stadium Hiratsuka
Das Hiratsuka Kyōgijō (jap. 平塚競技場, „Stadion Hiratsuka“), durch Sponsoring derzeit Lemon Gas Stadium Hiratsuka (Lemon Gas スタジアム平塚), ist ein Fußballstadion in der japanischen Großstadt Hiratsuka, Präfektur Kanagawa. Es ist die Hauptspielstätte des Fußballvereins Shonan Bellmare (J1 League). Es bietet heute 15.380 Plätze.

## Geschichte

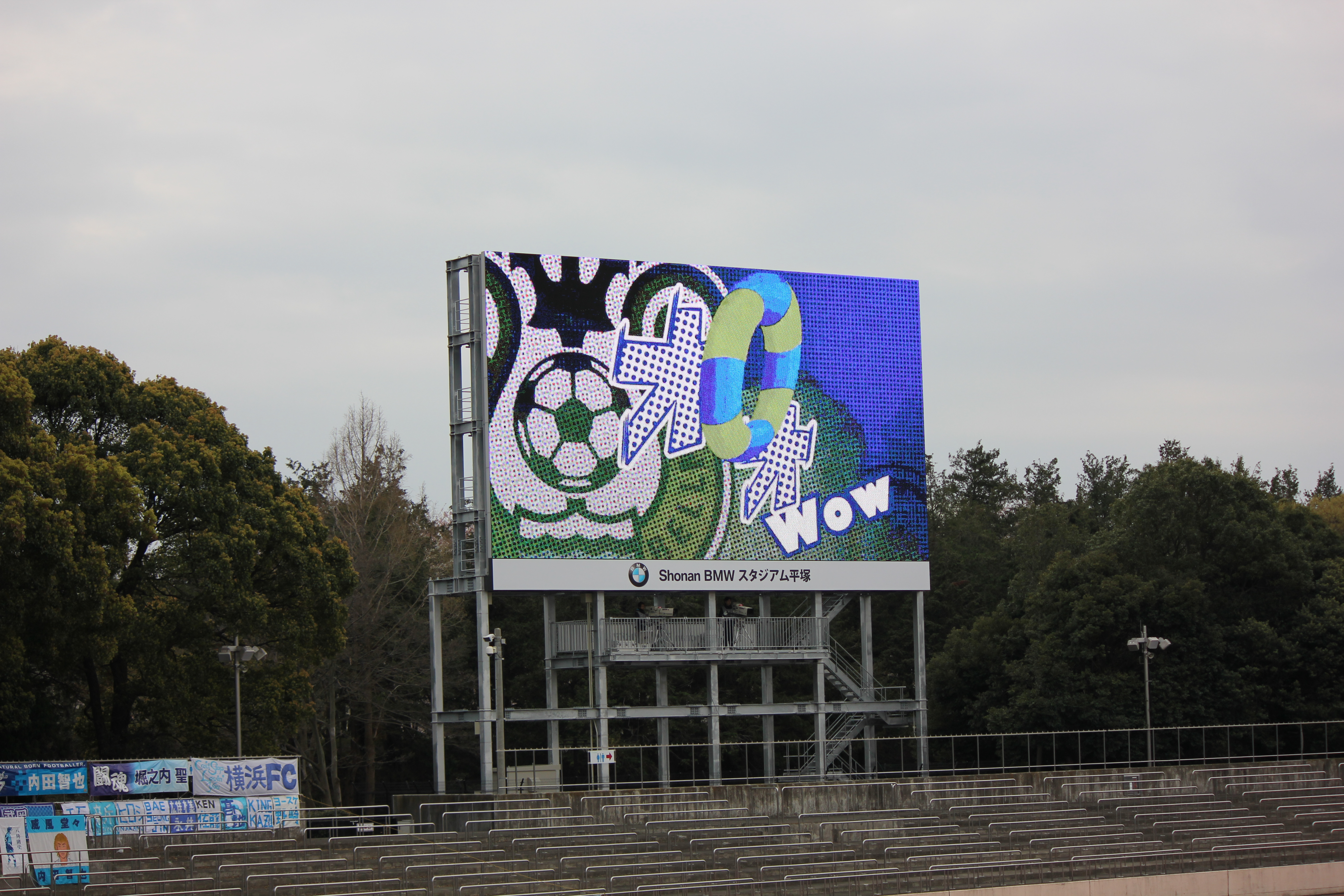
Die Anzeigetafel des Stadions

Das Stadion wurde im März 1987 eröffnet. Ursprünglich verfügte die Anlage nur über eine Haupttribüne, die übrigen Seiten bestanden aus mit Gras bedeckten Wällen, auf denen sich die Zuschauer niederlassen konnten. Diese Wälle wurden jedoch aufgrund der Aufnahme des Fußballvereins Shonan Bellmare in die J. League zur Saison 1994 recht kurzfristig vor Beginn der Spielzeit durch eine weitere Tribüne auf der Gegengerade sowie Stehterrassen in den Kurven ersetzt, um so den Anforderungen der Liga gerecht zu werden. Nach diesem Umbauten besaß das Stadion eine Kapazität von 18.500 Zuschauern, weitere Umbauten zur Saison 2014 verringerten die Kapazität auf 15.200 Plätze.
Seit Dezember 2010 verfügt die Spielstätte über eine Videoanzeigetafel. Die von Mitsubishi Electric hergestellte Anlage auf LED-Basis ist HD-fähig, verfügt über ca. 175 m² Fläche (Höhe 9,84 m, Breite 17,76 m) und wurde hinter der Gästekurve errichtet.
Die Spielstätte wird momentan hauptsächlich für Fußballspiele genutzt. Mit Beginn der Saison 2012 wurde die in der Region Shōnan ansässige Gruppe der BMW-Autohändler Namensgeber. Der ursprüngliche Vertrag lief über zunächst drei Jahre und wurde inzwischen verlängert.